# ボロニーズ

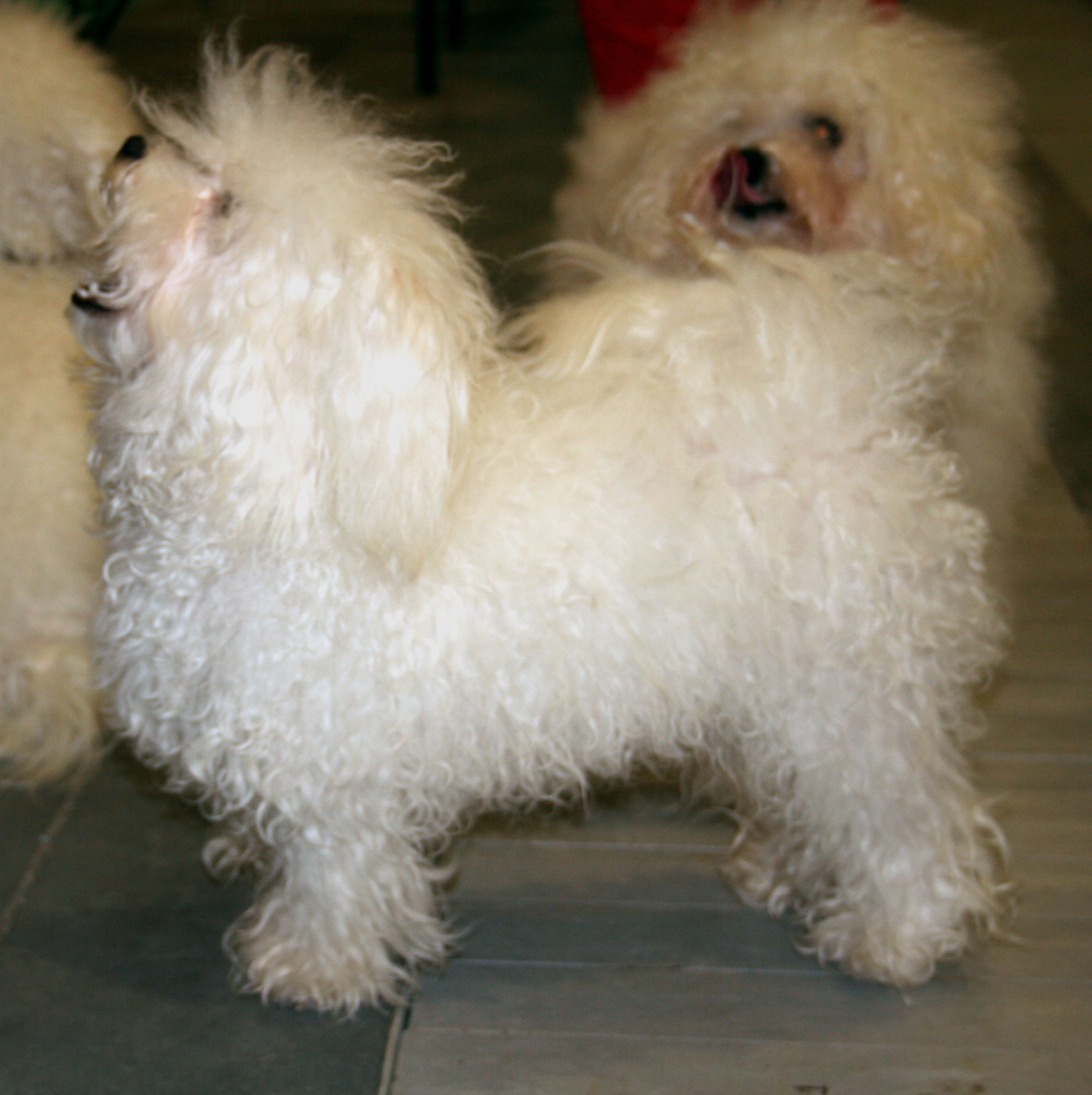
ボロニーズ

ボロニーズ（英：Bolognese）は、イタリアのボローニャ地方原産の愛玩用の犬種である。英表記に従ってボロネーゼと呼ばれることもある。

## 歴史
11世紀頃から存在していたといわれている、古い犬種である。生い立ちに関しては諸説があり、ウォーター・スパニエル犬種を小型化して作ったというウォーター・スパニエル派生説、古い愛玩犬種、ショック・ドッグから突然変異により生まれた縮れ毛の犬をもとに交配を行って作ったというショック・ドッグ起源説などが挙げられている。少なくとも、11世紀ごろには犬種として存在していて、ビション・フリーゼ、ハバニーズ、マルチーズなどのビション系犬種と血統的なかかわりを持つ犬種である。
貴族のための抱き犬（愛玩犬）として、古くからボローニャ地方で高い人気を博していた。人間の貴族のように非常に大切に扱われていた犬種である。宝石がちりばめられた純金製の首輪やブレスレットを身に着け、香水の入った風呂で体を洗われ、食事は上質な牛フィレ肉を与えられていた。飲み水を入れるための皿は高級なクリスタルガラスで作られ、食事を入れるためのボウルは純金で作られていた。更に、生まれた仔犬に母犬に代わって授乳を行う、人間の若い女性の乳母まで雇われており、非常に贅沢な暮らしを贈っていた。ちなみに、母犬は仔犬に乳を与えない（＝断乳する）ことにより再び繁殖が可能になる時期が早まり、当時は仔犬を確保するためにボロニーズ用の乳母の存在が重宝されていた。しかし、仔犬に犬の母乳を与えないことにより免疫を母からもらうことが出来ないので、当時の仔犬の成長率はあまりよくなく、死亡率も高かった。又、人と犬とでは母乳の成分も違うので、仔犬の健全な育成には不向きである。
ボロニーズはボローニャ地方だけでなく、ヨーロッパの著名な貴族にも非常に愛されていた。ルイ16世やスペインのフィリップ2世、ロシアの女帝エカチェリーナ、更にはオーストリアのマリア・テレジアやメディチ家の累代の家長がそれである。特にエカチェリーナは寝食を一頭のボロニーズと常に共にし、非常に溺愛していた。その愛犬が亡くなると、これからもずっと一緒にいられるようにと、剥製にして常に自分の傍らに置いたという。ちなみに、この剥製は今日もウィーン博物館に現存している。メディチ家は愛好家としてだけでなく、本種のブリーダーとしても非常に名高かった。ヨーロッパ各国の名高い貴族への貢物として、よく用いられた。
貴族に広く愛された理由は毛並みが良く容姿が整っているという点だけでなく、身のこなしが上品で性格も温和で人懐こいという点も、その一つであったといわれている。
2度の世界大戦の際には貴族たちの手によって犬たちが戦地から疎開され、ほぼ難なく生き残ることが出来た。戦後は貴族だけでなく一般市民の手にも渡り、ペットやショードッグとして多くの国で飼育されるようになった。
日本でも愛好家によりブリーディングは行われているが、ビション・フリーゼやトイプードルのような名が通る犬種ではないこともあり、純粋な血統のボロニーズ国内頭数は年々減少している。JKC登録頭数　2005年90頭 76位 2009年56頭　81位であった。

## 特徴
耳かきの梵天を思わせるような、縮れ気味でふわふわとしたボリュームのあるシャギーコート（むく毛）を持った犬である。この毛は抜けにくくて臭いが少なく、低アレルゲンであるため犬アレルギーを持つ人でも飼育することが出来る。又、水をよくはじく。毛色は通常ピュア・ホワイト（純白）であるが、ごくごく稀にホワイト・アンド・ブラックの犬も生まれる（ただしその犬は血統書を発行してもらえない）。マズルは細く短めで、鼻と円らな目は黒々している。脚や体はコートに隠れて見にくいが、細く華奢である。耳は垂れ耳、尾は巻き尾で、尾には豊かな飾り毛がある。体高25〜31cm、体重3〜4kgの小型犬で、性格は様々だが基本的には温厚、人懐こい。飼い主家族にはよく甘え、懐く。他の犬や子供に対しても仲良く接することが出来る。ただし、臆病なところもあり自分より体が大きい犬は苦手な傾向がある。個体差はあるが運動量は多めで悪戯好き、マルチーズなどとは違い年寄りには向かない。もとから長命の犬種のひとつで、無去勢・避妊の個体であっても13〜15年は生きることが出来る。中には21年も生きたボロニーズも存在するほどである。罹りやすい病気はコートが目に入って起こる眼疾患や、停留睾丸などがある。毛色が純白であるため、日ごろのコートのケアは欠かせない。特に、目の周りは涙焼けで茶色くなりやすいので、ショー用の犬は特に注意が必要である。